# Унгуряну, Богдан
Георге Богдан Унгуряну (рум. George Bogdan Ungureanu; 1 апреля 2007, Бухарест) — румынский футболист, вратарь клуба «Рапид», выступающий на правах аренды за клуб «Корвинул».

## Клубная карьера
Дебютировал за бухарестский «Рапид» 27 мая 2023 года в матче Лиги I против «Стяуа». Он дебютировал в возрасте 16 лет, 1 месяца и 25 дней, став на тот момент самым молодым дебютантом «Рапида» в Лиге I.